# Phyllosticta asplenii
Phyllosticta asplenii är en svampart som beskrevs av Jaap 1917. Phyllosticta asplenii ingår i släktet Phyllosticta och familjen Botryosphaeriaceae.   Inga underarter finns listade i Catalogue of Life.